# Nevadaheremiet
De Nevadaheremiet (Pseudochazara hippolyte) is een vlinder uit de familie van de Nymphalidae, uit de onderfamilie van de Satyrinae. De wetenschappelijke naam van deze soort is voor het eerst voorgesteld als Papilio hippolyte door Eugen Johann Christoph Esper in een publicatie uit 1783.

## Verspreiding
De soort komt voor in Zuid-Spanje, Zuid-Rusland, Kazachstan (Tarbagataj, Dzjoengaarse Alataoe), Mongolië en China (Tiansjan).

## Ondersoorten
- Pseudochazara hippolyte hippolyte (Esper, 1783) (Kazachstan)
- Pseudochazara hippolyte pallida (Staudinger, 1901) (Rusland)
  - = Pseudochazara pallida (Staudinger, 1901)
- Pseudochazara hippolyte doerriesi Bang-Haas, 1933 (Rusland)
- Pseudochazara hippolyte mercurius (Staudinger, 1887) (Kazachstan)
  - = Satyrus mercurius Staudinger, 1887
- Pseudochazara hippolyte williamsi Romei, 1927 (Spanje)